# Dragon's Lair
Dragon's Lair (lett. "tana del drago") è un videogioco arcade su LaserDisc pubblicato da Cinematronics, basato su filmati a cartone animato realizzati da Don Bluth Animation. Venne pubblicato nel 1983, e pur non essendo il primo titolo su LaserDisc, fu quello che portò al successo questa categoria di giochi.
Visto il notevole successo della versione per sala giochi, vennero effettuate conversioni per molti computer e console presenti sul mercato. Non tutte però riproducono o imitano la grafica a cartone animato; alcune versioni domestiche sono in realtà giochi più tradizionali e sostanzialmente diversi dall'originale, in particolare Dragon's Lair per computer a 8 bit, Dragon's Lair per NES e Dragon's Lair per SNES.
È uno degli unici tre videogiochi (insieme a Pong e Pac-Man) conservati presso lo Smithsonian Institution di Washington. Il seguito arcade è Dragon's Lair II: Time Warp, ma anche Space Ace è un gioco con stile molto simile, realizzato come gli altri due dagli stessi produttori.

## Trama
Il protagonista del videogioco è il cavaliere Dirk the Daring (Dirk l'Ardito) che ha il compito di salvare la bella principessa Daphne dal crudele drago Singe che si nasconde in un castello stregato.
Dirk dovrà superare indenne tutte le insidie che si celano in ogni stanza del castello per cercare di giungere nella tana del drago e liberare Daphne, tenuta prigioniera in una sfera di cristallo.
Per farlo dovrà uccidere il drago e strappargli dal collo la chiave che apre la sfera nella quale è rinchiusa Daphne.
Ma l'impresa non sarà facile e il nostro eroe prima di arrivare al cospetto del drago dovrà sia evitare mille trabocchetti sia affrontare temibili creature magiche, come i mostri di fango (i Mudman), il re lucertola (Lizard King), il cavaliere nero (Black Knight), eccetera. Tutte queste insidie sono opera diabolica di un oscuro stregone (di cui si accenna nella introduzione: apparirà nel seguito del gioco, Time Warp) che vuole impedire a chiunque di liberare la principessa.

## Modalità di gioco
Dragon's Lair è stato uno dei primi lasergiochi.
Il pregio di questo tipo di videogiochi era costituito da una grafica a cartone animato che, se paragonata agli standard del tempo (siamo nel 1983), risultava essere di estremo impatto visivo. Il grosso difetto è invece la scarsa libertà d'azione lasciata al videogiocatore.
Il gioco consiste nel fare movimenti istantanei del joystick o premere il bottone corrispondente alla spada, correttamente e nei tempi giusti.
Se il tempismo e la mossa sono corrette il LaserDisc procede con il filmato mostrando al videogiocatore i progressi compiuti da Dirk, il protagonista. In caso contrario il videogioco propone diversi filmati di morte in funzione dell'errata azione intrapresa.
In pratica è necessario memorizzare le mosse da fare in tutti gli scenari presenti nel gioco, perché spesso non è evidente quale mossa salverà Dirk e bisogna andare per tentativi.
Ci sono 40 scenari diversi e oltre 600 momenti in cui il giocatore deve effettuare rapidamente la mossa.

## Produzione
Lo sviluppo di Dragon's Lair richiese quattro anni e coinvolse quattro aziende: Starcom in collaborazione con Advanced Microcomputer Systems per l'ingegneria, Don Bluth Animation per la creazione dell'animazione tradizionale usata nei filmati, Cinematronics per la produzione e il marketing. Lo sviluppo del solo software costò 500.000$, all'incirca il doppio di quanto costava per un videogioco ordinario dell'epoca. Per il giocatore una partita richiedeva due o tre monete a seconda delle impostazioni del gestore (es. in Italia 400-600 lire; le macchine del periodo accettavano monete da 200).
La versione Cinematronics destinata al mercato americano faceva utilizzo di due tipi di lettori LaserDisc, i Pioneer PR-7820 e LD-V1000; la versione Atari destinata al mercato europeo faceva invece utilizzo del lettore LaserDisc Philips 22VP932 così come la versione Sidam prodotta in Italia con sub-licenza Atari.
Alcune macchine vennero dotate di un secondo schermo, al solo scopo di consentire agli spettatori non giocanti di vedere meglio le scene della partita in corso.

## Conversioni
Le prime conversioni uscirono nel 1984 per Coleco Adam e nel 1986 per altri home computer a 8 bit: Amstrad CPC, Commodore 64, ZX Spectrum e Tatung Einstein.
Tuttavia, l'hardware dei sistemi casalinghi dell'epoca non rendeva possibile una vera conversione, bensì titoli che riprendono a grandi linee i temi trattati nell'originale. In questo caso, il Dragon's Lair per computer a 8 bit è un videogioco d'azione multievento, con diverse azioni da compiere in diverse stanze del castello con visuale variabile, struttura che ricorda vagamente quella dell'originale.
Queste versioni ebbero anche un proprio seguito, Dragon's Lair II: Escape from Singe's Castle del 1987.
Una versione piuttosto fedele all'originale, anche se suddivisa in due titoli (Dragon's Lair del 1989-1990 e Dragon's Lair: Escape from Singe's Castle del 1990-1991), è stata quella per i personal computer a 16-bit Amiga, Atari ST, Mac OS e DOS. Lo schema di gioco è quasi identico a quello utilizzato dal LaserDisc e l'animazione si avvicina a quella del cartone animato, ma è pur sempre in computer grafica.
Dragon's Lair per NES (1990) è invece un gioco completamente differente, essendo un platform a scorrimento laterale.
Anche Dragon's Lair per Super Nintendo (1992) è un platform, ulteriormente diverso da quello per NES.
Assolutamente fedeli all'originale furono le versioni basate su veri filmati, uscite a partire dal 1994 per piattaforme come 3DO e CD-i. Con l'avanzamento tecnologico e l'introduzione dei supporti ottici come CD-ROM e DVD, divenne possibile riprodurre alla perfezione quanto disponibile in sala giochi. Più recentemente uscirono versioni per i lettori Blu-ray e HD DVD, che presentano una grafica (intesa come vivacità di colori e definizione d'immagine) anche superiore a quella utilizzata nel laser disc originale. La versione Blu-ray di Dragon's Lair HD venne realizzata dalla Digital Leisure nel 2007 e ha la particolarità di presentare le scene dell'avventura in ordine casuale.
Il 7 dicembre 2009 è stato ufficialmente messo in vendita il gioco per iPhone/iPod touch. Dal 1º gennaio 2010 è disponibile per Nintendo DSi tramite download da DSi Shop al costo di 800 Nintendo points. È inoltre disponibile una conversione per Nintendo Wii comprendente tutta la trilogia classica, Dragon's Lair, Space Ace e Dragon's Lair II: Time Warp. È stata fatta una conversione specifica anche per l'Apple iPad e per il sistema operativo Android.

## Doppiaggio
- Dan Molina: Dirk
- Vera Pacheco: Daphne
- Dave Spafford: Lizard King
- Michael Rye: voce narrante

## Serie animata
In seguito al successo del gioco, nel 1984 la Ruby-Spears Productions produsse la serie animata Dragon's Lair, che include non solo i personaggi del gioco, ma anche altri come il padre di Daphne, Re Ethelred, e un cavaliere rivale di Dirk, Sir Hubert Blunt. La caratteristica principale della serie, che un po' riprende lo spirito del gioco, è che durante alcune scene viene mostrato allo spettatore cosa sarebbe successo se Dirk avesse compiuto scelte multiple: vengono mostrate prima quelle che avrebbero condotto il protagonista alla morte o comunque alla sconfitta, e solo dopo appare la scelta giusta. Tale serie è stata trasmessa anche in Italia, ma nel doppiaggio italiano il nome di Dirk è stato cambiato in Sir John.

## Film
Nel 2007 Don Bluth e Gary Goldman avevano dichiarato di essere alla ricerca di finanziamenti per un film su Dragon's Lair, ma il progetto finora non è entrato in produzione.